# Olevano sul Tusciano
Olevano sul Tusciano är en kommun i provinsen Salerno i regionen Kampanien i Italien. Kommunen hade 6 743 invånare (2017) och huvudort är Ariano.